# 282高地の戦い
282高地の戦い（英語: Battle of Hill 282, 朝鮮語: 282 고지 전투）は、朝鮮戦争中に発生した戦闘である。1950年9月23日、イギリス陸軍第27英連邦旅団による洛東江への攻勢の一環として、これに所属するアーガイル・アンド・サザーランド・ハイランダーズ連隊第1大隊は282高地への攻撃に乗り出した。

## 概要
1950年9月22日、第1大隊は星州郡近くの282高地付近を攻撃するべく前進を開始した。9月23日未明、第1大隊B中隊およびC中隊が282高地を登って朝食の最中だった朝鮮人民軍（北朝鮮軍）部隊を奇襲攻撃し、頂上を制圧した。この282高地から鞍部を超えて南西へ1マイルほど離れた地点には、より標高が高く未だ北朝鮮軍の勢力下にある388高地があった。C中隊はこれの確保に向けて前進を開始した。
一方、388高地の守備にあたっていた北朝鮮軍は、282高地を奪還するべく移動を開始しつつあった。北朝鮮軍は砲および迫撃砲を用いてイギリス軍へ砲撃を加えた。この攻撃は徐々に規模を増しながら朝を通じて行われた。正午少し前、アメリカ軍による砲撃支援が何らかの理由から拒否され、また援護に割り当てられていた5両から成るアメリカ軍戦車隊は地形の問題から前進が不可能とされたため、第1大隊は388高地に対する空爆を要請した。
正午を少し過ぎた頃、3機のF-51マスタング攻撃機（米空軍第18戦闘爆撃航空隊所属）が上空に飛来し、282高地のイギリス軍は識別のために白いパネルを設置した。ところが、388高地の北朝鮮軍も同様に白いパネルを設置したのである。混乱の最中、戦術航空管制班（tactical air control party）のラドクリフ大尉（Radcliff）は、上空のマスタングとの通信を確立することに失敗した。12時15分、マスタングは誤ってイギリス兵らの頭上へナパーム弾を投下し、さらに50口径機関銃による掃射を加えた。
攻撃は2分間続いた。生存者らはナパームの炎から逃れようと50フィートもの坂を転がり落ちた。この時、正午前まで282高地頂上で弾薬輸送や負傷者後送の指揮を執っていた旅団長副官ケネス・ミューア少佐は、数人の兵士が頂上に取り残されていることに気づいた。ミューアは北朝鮮軍の手に落ちるよりも先に彼らを救出するべく、30人ほどの兵士を集めて頂上へと向かった。頂上に到達した後、ミューアはB中隊長A・I・ゴードン＝イングラム少佐（A. I. Gordon-Ingram）と共に迫撃砲班の指揮を執っていたが、この際に受けた2発の銃撃が致命傷となり戦死した。ミューアの最後の言葉は、「グック共がアーガイルの兵士をこの高地から追い出すことはないだろう」（The Gooks will never drive the Argylls off this hill.）だった。
しかし、戦況は絶望的だった。未だ戦えるのはゴードン＝イングラム自身を含む10人のみで、そのうち何人かは負傷していた。彼らの手元には3丁のブレン軽機関銃が残されていたが、弾はほとんど枯渇していた。15時00分、生き残っていたイギリス兵らは徒歩で坂を下り高地から撤退した。
翌日行われた被害集計によれば、この戦闘で将校2名、下士官兵11名が戦死、将校4名、下士官兵70名が負傷、さらに下士官兵2名が行方不明となり、合計死傷者数は89名を数えた。このうち、およそ60名は誤爆によるものとされている。